# Miagrammopes alboguttatus
Espèce
Synonymes
- Miagrammopes nevermanni Reimoser, 1939

Miagrammopes alboguttatus est une espèce d'araignées aranéomorphes de la famille des Uloboridae.

## Distribution
Cette espèce se rencontre du Panama au Guatemala.

## Description
La femelle holotype mesure 7 mm.

## Publication originale
- F. O. Pickard-Cambridge, 1902 : Arachnida - Araneida and Opiliones. Biologia Centrali-Americana, Zoology, London, vol. 2, p. 313-424 (texte intégral).